# ترمنايتور سالفايشن (لعبة فيديو)
تيرومونيتر سالفيشن (بالإنجليزية: Terminator Salvation)‏ ، هي لعبة إلكترونية من نوع تصويب منظور الشخص الثالث، أنتجت اللعبة بتاريخ 19 مايو عام 2009م، وتعمل على أنظمة بلاي ستيشن 3 وإكس بوكس 360 وويندوز وآي أو إس التابع لنظام آبل.

## وصلات خارجية
- الموقع الرسمي
- تيرومونيتر سالفيشن على موقع IMDb (الإنجليزية)
- Terminator Salvation على موبي غيمز